# Peter Xu Yongze
Peter Xu Yongze (chiń. 徐永泽; pinyin Xú Yǒngzé; ur. 1940) – założyciel ewangelikalnego ruchu w Chinach, znanego jako "Ruch Narodzonych Na Nowo", chińskiego kościoła domowego, niezarejestrowanego przez chiński rząd. W 1997 roku został skazany na trzy lata więzienia za przywództwo w kościele, w sumie Peter Xu przebywał pięć razy w więzieniach i spędził tam 8 lat. Po wyjściu z więzienia wyjechał w 2001 roku do Stanów Zjednoczonych.
Jest współautorem książki Back to Jerusalem, w języku polskim pt. Powrót do Jerozolimy.